# اس‌اس همبری (۱۹۴۳)
اس‌اس همبری (۱۹۴۳) (به انگلیسی: SS Holmbury (1943)) یک کشتی بود که طول آن ۴۳۱ فوت ۳ اینچ (۱۳۱٫۴۵ متر) بود. این کشتی در سال ۱۹۴۳ ساخته شد.